# Šim'a
Šim'a též Jonadav (hebrejsky שִׁמְעָה nebo יוֹנָדָב podle biblických postav Šimey a Jónadaba bratra a syna Davidova – 2. kniha Samuelova 13,3, v oficiálním přepisu do angličtiny Shim'a, přepisováno též Yonadav) je izraelská osada typu společná osada (jišuv kehilati) na Západním břehu Jordánu v distriktu Judea a Samaří a v Oblastní radě Har Chevron.

## Geografie
Nachází se v nadmořské výšce 615 metrů v jižní části Judska a Judských hor respektive na pomezí jižní části Judských hor, která je nazývána Hebronské hory (Har Chevron), a Negevské pouště. Šim'a leží cca 18 kilometrů jihozápadně od centra Hebronu, cca 48 kilometrů jihozápadně od historického jádra Jeruzalému a cca 80 kilometrů jihovýchodně od centra Tel Avivu. Šim'a je na dopravní síť Západního břehu Jordánu napojena pomocí dálnice číslo 60 – hlavní severojižní tepny Judeje a Samaří.
Šim'a leží cca 3 kilometry za Zelenou linií oddělující Západní břeh Jordánu od Izraele v jeho mezinárodně uznávaných hranicích. Jižním směrem se rozkládá prakticky neosídlená polopouštní krajina, na severu, východě i západě pak palestinské vesnice a města jako As-Samu, Ad-Dhahiriya nebo Khirbat al-Simia.

## Dějiny
Šim'a leží na Západním břehu Jordánu, jehož osidlování bylo zahájeno Izraelem po jeho dobytí izraelskou armádou, tedy po roce 1967. Vesnice byla zřízena roku 1985. Už v lednu 1982 zde vznikla osada typu nachal tedy kombinace vojenského a civilního osídlení. 16. ledna 1983 izraelská vláda schválila zřízení nové osady nazývané Asa'el/Jatir Gimel. Dalším jejím pracovním názvem byl Neta. V listopadu byla skutečně dosavadní osada typu Nachal přeměněna na civilní sídlo. Plány na zřízení trvale civilní osady se ale opozdily. Teprve v roce 1987 se v Beerševě zformovalo jádro budoucích osadníků. Slavnostní otevření nové vesnice se odehrálo za účasti vicepremiéra Davida Levyho 12. července 1988 a v září 1988 sem přišli první obyvatelé. Šlo o novomanžele, kteří se vzali jen tři dny předtím. Během dvou týdnů vzrostl počet obyvatel na sedm rodin. Zpočátku měla obec problém ze zásobováním vodou, která musela být dovážena. V roce 1992 se vesnice dočkala silničního spojení do Beerševy. V roce 1994 zde byly dokončeny první zděné domy.
Ve vesnici funguje předškolní zařízení pro děti. Základní škola je v okolních větších obcích. Dále je zde veřejná knihovna a synagoga. U osady zastavuje autobusová linka číslo 61 společnosti Egged na trase Jeruzalém-Beerševa. Obchod se smíšeným zbožím v obci není a nákupy se obstarávají v okolních vesnicích. V roce 2005 byla několik kilometrů na sever od Šim'a založena malá izolovaná skupina domů nazvaná Micpe Eštemoa, která se postupně proměňuje v samostatnou osadu.
Počátkem 21. století nebyla obec kvůli své poloze hlouběji ve vnitrozemí Západního břehu Jordánu stejně jako většina sídel v Oblastní radě Har Chevron zahrnuta do Izraelské bezpečnostní bariéry. Dle stavu z roku 2008 již byl přilehlý úsek bariéry částečně zbudován. Probíhá jižně od Šim'a, víceméně podél Zelené linie. Budoucí existence vesnice závisí na parametrech případné mírové dohody mezi Izraelem a Palestinci. Během Druhé intifády se obci vyhnuly vážnější teroristické útoky.

## Demografie
Obyvatelstvo Šim'a je v databázi rady Ješa popisováno jako sekulární. Podle údajů z roku 2014 tvořili naprostou většinu obyvatel Židé (včetně statistické kategorie "ostatní", která zahrnuje nearabské obyvatele židovského původu ale bez formální příslušnosti k židovskému náboženství).
Jde o menší obec vesnického typu s dlouhodobě rostoucí populací. K 31. prosinci 2014 zde žilo 475 lidí. Během roku 2014 registrovaná populace stoupla o 17,6 %.
| Rok            | 1995 | 1996 | 1997 | 1998 | 1999 | 2000 | 2001 | 2002 | 2003 | 2004 | 2005 | 2006 | 2007 | 2008 | 2009 | 2010 | 2011 | 2012 | 2013 | 2014 |
| -------------- | ---- | ---- | ---- | ---- | ---- | ---- | ---- | ---- | ---- | ---- | ---- | ---- | ---- | ---- | ---- | ---- | ---- | ---- | ---- | ---- |
| Počet obyvatel | 189  | 221  | 237  | 273  | 263  | 296  | 336  | 340  | 357  | 344  | 349  | 368  | 370  | 376  | 304  | 315  | 317  | 375  | 404  | 475  |